# Pylaisiadelpha tenuirostris
Pylaisiadelpha tenuirostris là một loài Rêu trong họ Sematophyllaceae. Loài này được (Bruch & Schimp. ex Sull.) W.R. Buck miêu tả khoa học đầu tiên năm 1984.